# هشام بن عروة
هشام بن عروة (680/61 هـ-763/146 هـ) واسمه الكامل أبو المنذر هشام بن عروة بن الزبير بن العوام بن خويلد بن أسد بن عبد العزى، بن قصي، بن كلاب، القرشي، الأسدي، الزبيري، المدني. من حفاظ الحديث، ورواته.
سمع من أبيه، وعمه عبد الله بن الزبير، وزوجته فاطمة بنت المنذر، وأخيه عبد الله بن عروة، وعبد الله بن عثمان، وطائفة من كبراء التابعين، منهم أخوه عثمان، وابن عمه عباد، وابن ابن عمه عباد بن حمزة بن عبد الله، وأبو سلمة، وابن المنكدر، وعمر بن عبد الله بن عمر، وعمرو بن خزيمة، وعمرو بن شعيب، وعبد الله بن عامر بن ربيعة، وعبد الرحمن بن سعد، وعبد الرحمن بن كعب، وعوف بن الطفيل، ومحمد بن أبي العباس السفاح، وابن شهاب، وأبو الزبير، ووهب بن كيسان; أبو وجزة، وكريب ومحمد بن إبراهيم التيمي، وبكر بن وائل وهو أصغر منه، وعبد الله بن أبي بكر بن حزم، وأبو الزناد، وابن القاسم، ويزيد بن رومان، وغيرهم.
كان يمكنه السماع من جابر، وسهل بن سعد، وأنس، وسعيد بن المسيب، فما تهيأ له عنهم رواية، وقد رأى، وحفظ عنه أنه دعا له عبد الله بن عمر، ومسح برأسه.
حدث عنه: شعبة، ومالك، وسفيان الثوري، وأنس بن عياض، وعلي بن هشام البريدي، وابن كناسة وخلق كثير. ولحق البخاري بقايا أصحابه كعبيد الله بن موسى.

## نسبه
هشام بن عروة بن الزُّبَيْرُ بن العَوَّام بن خُوَيْلِد بن أسَدَ بن عبد العُزَّى بن قُصَي بن كلاب بن مرة بن كعب بن لؤي بن غالب بن فهر بن مالك بن النضر بن كنانة بن خزيمة بن مدركة بن إلياس بن مضر بن نزار بن معد بن عدنان.

## قالوا عنه
قال وهيب: «قدم علينا هشام بن عروة، فكان مثل الحسن، وابن سيرين». وقال ابن سعد: «كان ثقة، ثبتا، كثير الحديث، حجة.»
وقال أبو حاتم الرازي: «ثقة، إمام في الحديث». وقال علي بن المديني: «له نحو من أربع مئة حديث». وقال يحيى بن معين وجماعة: «ثقة». وقال يعقوب بن شيبة: «هشام ثبت، لم ينكر عليه إلا بعدما صار إلى العراق، فإنه انبسط في الرواية، وأرسل عن أبيه أشياء، مما كان قد سمعه من غير أبيه عن أبيه.»
قال عبد الرحمن بن خراش: «بلغني أن مالكاً نقم على هشام بن عروة حديثه لأهل العراق، وكان لا يرضاه، ثم قال: قدم الكوفة ثلاث مرات، قدمة كان يقول فيها: حدثني أبي قال: سمعت عائشة. والثانية، فكان يقول: أخبرني أبي عن عائشة. وقدم الثالثة فكان يقول: أبي عن عائشة، يعني يرسل عن أبيه.»

## وفاته
توفي هشام بن عروة في بغداد، سنة 146 هـ/ 763م، وصلى عليه صلاة الجنازة الخليفة أبو جعفر المنصور، ودفن في مقبرة الجانب الشرقي من بغداد، والتي سميت بمقبرة الخيزران لاحقا نسبة إلى الخيزران بنت عطاء، وهي تقع في منطقة الأعظمية.